# マールボロ地震
マールボロ地震（マールボロじしん）はリヒターマグニチュード7.4の地震で、1848年10月16日1時40分に発生し、震央はニュージーランド、南島のマールボロ地方にあった。
ウェリントンでは揺れが約2分間持続し、被害は広範にわたった。特に石造りやレンガ造りの建物の被害は大きく、被害を受けた大半の建物は木造として立て直された。これは、この地震の7年後にウェリントンを襲ったより大きな地震であるワライパパ地震において、被害や死者を比較的少なく抑えることに貢献した。

## 地震の特性
この地震はマールボロ断層系の一部であるアワテレ断層が少なくとも105キロメートルにわたって破壊されたことによって発生した。地面はより小さい垂直方向の移動を伴い、水平方向に約6メートル移動した。震源が浅いことは有感の余震の多さから推測された。この地震のモーメントマグニチュードの値は破壊された断層の長さや地面の移動の大きさから、約7.5と推測されている。

## 被害
ウェリントンでは、住宅、教会、刑務所、病院など、ほぼ全ての石造りやレンガ造りの建造物に被害が出た。大半の木造建築には被害がなかったが、レンガ製の多くの煙突がなくなった。マールボロ地方では、たくさんの農家が深刻な被害を受けた。本震で被害を受けた数棟の建物はその後数日間起こった強い余震により倒壊した。地震による死者は被害を受けた建造物が、翌日の余震で倒壊した際に発生した。